# Campeonato Sudamericano de Fútbol Sub-15 de 2019
El IX Campeonato Sudamericano de Fútbol Sub-15 de 2019 fue un torneo que se llevó a cabo en Paraguay durante el 23 de noviembre y el 8 de diciembre de ese año. En el torneo participaron las diez selecciones afiliadas a la Conmebol más una selección invitada de la UEFA. Solo jugadores nacidos a partir del 1 de enero de 2004 son elegibles para el torneo. El torneo se iba a celebrar originalmente en Bolivia. Sin embargo, el 8 de noviembre de 2019, Conmebol anunció que el torneo se trasladaría a Paraguay debido a las protestas sociales en Bolivia.
La selección de Brasil fue el campeón del torneo al derrotar en la final a la selección de Argentina por 5-3 en penales, tras empatar 1-1 en tiempo normal, logrando su quinto título en esta categoría.

## Reglas
Cada partido tiene una duración de 80 minutos, que consisten en dos mitades de 40 minutos cada una. Igualmente cada equipo podrá hacer hasta cinco sustituciones durante el partido. Se implementará, además, el sistema de exclusión temporal (8 minutos) para algunas situaciones, pero no para todas las amonestaciones (tarjetas amarillas) sino las relacionadas con: Comportamiento inapropiado; Simulación o impedir deliberadamente que el equipo adversario reanude el partido con rapidez; Desaprobación o, bien gestos o comentarios verbales inapropiados.

## Formato de juego
El formato del torneo será el siguiente: las once selecciones participantes son divididas en dos grupos de seis y cinco selecciones cada uno, respectivamente, las cuales se enfrentarán en un sistema de todos contra todos a una sola rueda, donde cada equipo jugará 5 o 4 partidos. Pasarán a la semifinal los dos primeros de cada grupo, posteriormente los ganadores de cada partido disputarán entre sí el partido por el campeonato. 

## Sedes
| Villa Elisa                 | Luque                       | Asunción              | Asunción                     |
| --------------------------- | --------------------------- | --------------------- | ---------------------------- |
| Estadio Luis Alfonso Giagni | Estadio General Adrián Jara | Estadio Arsenio Erico | Estadio Defensores del Chaco |
| Capacidad: 11 000           | Capacidad: 4 000            | Capacidad: 4 434      | Capacidad: 42 354            |
|                             |                             |                       |                              |

## Equipos participantes
En cursiva el equipo invitado y debutante.

| Equipos participantes | Equipos participantes | Equipos participantes | Equipos participantes | Equipos participantes |
| --------------------- | --------------------- | --------------------- | --------------------- | --------------------- |
| Argentina             | Brasil                | Ecuador               | Uruguay               |                       |
| Bélgica               | Chile                 | Paraguay              | Venezuela             |                       |
| Bolivia               | Colombia              | Perú                  |                       |                       |

## Árbitros
La Comisión de Árbitros de la Conmebol designó una nómina de árbitros principales y asistentes para el certamen.
| Árbitros - Nicolás Lamolina - Jordy Alemán - Flavio Rodrigues De Souza - Angelo Hermosilla - Jhon Ospina - Bismark Santiago - Franklin Congo - Augusto Aragón - José Méndez - Kevin Ortega - Andrés Matonte - Orlando Bracamonte |  | Asistentes - Pablo González y Facundo Rodríguez - Carlos Tapia y Rubén Flores - Alessandro Rocha y Rafael Da Silva - José Retamal y Edson Cisternas - Miguel Roldán y John Gallego - Juan Aguiar Ramos y Dennys Guerrero - Rodney Aquino y José Cuevas - Raúl López y Stephen Atoche - Santiago Fernández y Agustín Berisso - Alberto Ponte y Francheskoly Chacón |

## Primera fase
- Los horarios corresponden a la hora de Paraguay (UTC-3).

Criterios de desempate
Los 11 equipos participantes en la primera fase se dividirán en 2 grupos, uno con 6 equipos y el otro con 5. Luego de una liguilla simple (a una sola rueda de partidos), pasarán a segunda ronda los equipos que ocupen las posiciones primera y segunda de cada grupo.
En caso de empate en puntos en cualquiera de las posiciones, la clasificación se determinará siguiendo en orden los siguientes criterios:
- Diferencia de goles.
- Cantidad de goles marcados.
- El resultado del partido jugado entre los empatados.
- Por sorteo.

El sorteo de los grupos se efectuó el 22 de octubre en la ciudad de Santa Cruz de la Sierra, donde se terminaron de distribuir los grupos. Por los conflictos políticos sociales en Bolivia el torneo paso a disputarse en Paraguay y el nuevo sorteo se llevó a cabo en Asunción el 19 de noviembre.

### Grupo A
| Equipo    | Pts | PJ | PG | PE | PP | GF | GC | Dif |
| --------- | --- | -- | -- | -- | -- | -- | -- | --- |
| Brasil    | 10  | 5  | 3  | 1  | 1  | 13 | 4  | 9   |
| Colombia  | 10  | 5  | 3  | 1  | 1  | 9  | 3  | 6   |
| Venezuela | 6   | 5  | 1  | 3  | 1  | 4  | 4  | 0   |
| Bélgica   | 6   | 5  | 2  | 0  | 3  | 5  | 10 | -5  |
| Perú      | 5   | 5  | 1  | 2  | 2  | 3  | 6  | -3  |
| Bolivia   | 4   | 5  | 1  | 1  | 3  | 2  | 9  | -7  |

|  | Clasificado para la Fase final. |

| 23 de noviembre de 2019, 18:00 | Colombia          | 1:1 (0:0) | Venezuela | Estadio General Adrián Jara, Luque |                            |
|                                | Girado 57' (pen.) | Reporte   | Rojas 71' | Árbitro(s): Andrés Matonte         | Árbitro(s): Andrés Matonte |

| 23 de noviembre de 2019, 19:00 | Brasil                                                                    | 6:0 (4:0) | Bélgica | Campo de fútbol de Conmebol, Luque |                         |
|                                | Robinho 10' · Andrey 16', 53' · Matheus Nascimento 19', 50' · Sávio 40+1' | Reporte   |         | Árbitro(s): José Méndez            | Árbitro(s): José Méndez |

| 23 de noviembre de 2019, 20:30 | Bolivia | 0:0     | Perú | Estadio General Adrián Jara, Luque |                               |
|                                |         | Reporte |      | Árbitro(s): Angelo Hermosilla      | Árbitro(s): Angelo Hermosilla |

| 25 de noviembre de 2019, 18:00 | Bélgica                         | 2:1 (1:0) | Perú        | Estadio General Adrián Jara, Luque |                            |
|                                | Kuavita 23' · Camara 52' (pen.) | Reporte   | Tandazo 80' | Árbitro(s): Augusto Aragón         | Árbitro(s): Augusto Aragón |

| 25 de noviembre de 2019, 19:00 | Venezuela     | 1:1 (1:1) | Brasil                 | Campo de fútbol de Conmebol, Luque |                            |
|                                | Granadino 10' | Reporte   | Matheus Nascimento 20' | Árbitro(s): Franklin Congo         | Árbitro(s): Franklin Congo |

| 25 de noviembre de 2019, 20:30 | Bolivia | 0:3 (0:1) | Colombia                                | Estadio General Adrián Jara, Luque |                              |
|                                |         | Reporte   | Girado 20' · Caraballo 65' · Díaz 80+5' | Árbitro(s): Nicolás Lamolina       | Árbitro(s): Nicolás Lamolina |

| 27 de noviembre de 2019, 18:00 | Perú                          | 2:1 (1:0) | Colombia             | Estadio General Adrián Jara, Luque |                         |
|                                | Del Castillo 32' · Díaz 40+1' | Reporte   | Caraballo 45' (pen.) | Árbitro(s): José Méndez            | Árbitro(s): José Méndez |

| 27 de noviembre de 2019, 19:00 | Bélgica                           | 2:0 (1:0) | Venezuela | Campo de fútbol de Conmebol, Luque |                              |
|                                | Camara 28' · Granadino 77' (a.g.) | Reporte   |           | Árbitro(s): Nicolás Lamolina       | Árbitro(s): Nicolás Lamolina |

| 27 de noviembre de 2019, 20:30 | Bolivia | 0:3 (0:2) | Brasil                       | Estadio General Adrián Jara, Luque |                            |
|                                |         | Reporte   | Sávio 26' · Robinho 28', 78' | Árbitro(s): Andrés Matonte         | Árbitro(s): Andrés Matonte |

| 29 de noviembre de 2019, 18:00 | Colombia      | 1:0 (1:0) | Bélgica | Estadio General Adrián Jara, Luque |                            |
|                                | Caraballo 16' | Reporte   |         | Árbitro(s): Franklin Congo         | Árbitro(s): Franklin Congo |

| 29 de noviembre de 2019, 19:00 | Perú | 0:3 (0:2) | Brasil                                  | Campo de fútbol de Conmebol, Luque |                               |
|                                |      | Reporte   | Matheus Nascimento 15' · Sávio 20', 45' | Árbitro(s): Angelo Hermosilla      | Árbitro(s): Angelo Hermosilla |

| 29 de noviembre de 2019, 20:30 | Bolivia | 0:2 (0:0) | Venezuela                 | Estadio General Adrián Jara, Luque |                            |
|                                |         | Reporte   | Custodio 61' · Tegues 80' | Árbitro(s): Augusto Aragón         | Árbitro(s): Augusto Aragón |

| 1 de diciembre de 2019, 18:00 | Venezuela | 0:0     | Perú | Estadio General Adrián Jara, Luque |                         |
|                               |           | Reporte |      | Árbitro(s): José Méndez            | Árbitro(s): José Méndez |

| 1 de diciembre de 2019, 19:00 | Brasil | 0:3 (0:2) | Colombia                                   | Campo de fútbol de Conmebol, Luque |                              |
|                               |        | Reporte   | Villalobos 25' · Caraballo 29' (pen.), 59' | Árbitro(s): Nicolás Lamolina       | Árbitro(s): Nicolás Lamolina |

| 1 de diciembre de 2019, 20:30 | Bolivia               | 2:1 (1:0) | Bélgica                | Estadio General Adrián Jara, Luque |                               |
|                               | Alcón 29' (pen.), 54' | Reporte   | El Khannous 68' (pen.) | Árbitro(s): Angelo Hermosilla      | Árbitro(s): Angelo Hermosilla |

### Grupo B
| Equipo    | Pts | PJ | PG | PE | PP | GF | GC | Dif |
| --------- | --- | -- | -- | -- | -- | -- | -- | --- |
| Argentina | 8   | 4  | 2  | 2  | 0  | 9  | 1  | 8   |
| Paraguay  | 6   | 4  | 1  | 3  | 0  | 5  | 3  | 2   |
| Ecuador   | 6   | 4  | 1  | 3  | 0  | 5  | 4  | 1   |
| Uruguay   | 3   | 4  | 1  | 0  | 3  | 6  | 9  | -3  |
| Chile     | 2   | 4  | 0  | 2  | 2  | 4  | 12 | -8  |

|  | Clasificado para la Fase final. |

| 24 de noviembre de 2019, 18:00 | Chile     | 1:1 (0:1) | Ecuador     | Estadio Arsenio Erico, Asunción |                          |
|                                | Silva 45' | Reporte   | Herrera 24' | Árbitro(s): Kevin Ortega        | Árbitro(s): Kevin Ortega |

| 24 de noviembre de 2019, 20:30 | Uruguay    | 1:3 (0:0) | Paraguay                                 | Estadio Arsenio Erico, Asunción |                         |
|                                | Duarte 79' | Reporte   | Enciso 60' · Cardozo 72' · Pereira 80+1' | Árbitro(s): Jhon Ospina         | Árbitro(s): Jhon Ospina |

| 26 de noviembre de 2019, 18:00 | Argentina                                                                 | 6:0 (2:0) | Chile | Estadio Luis Alfonso Giagni, Villa Elisa |                              |
|                                | Barco 8' (pen.), 28' · Sosa 47' · Romero 55' · Castro 57' · Encinas 80+3' | Reporte   |       | Árbitro(s): Bismark Santiago             | Árbitro(s): Bismark Santiago |

| 26 de noviembre de 2019, 20:30 | Ecuador                              | 3:2 (1:0) | Uruguay              | Estadio Luis Alfonso Giagni, Villa Elisa |                                |
|                                | Gallardo 8' · Medina 47' · Cuero 65' | Reporte   | Jorge 51' · Siri 77' | Árbitro(s): Orlando Bracamonte           | Árbitro(s): Orlando Bracamonte |

| 28 de noviembre de 2019, 18:00 | Argentina                | 2:0 (1:0) | Uruguay | Estadio Arsenio Erico, Asunción       |                                       |
|                                | Romero 38' · Encinas 66' | Reporte   |         | Árbitro(s): Flavio Rodrigues De Souza | Árbitro(s): Flavio Rodrigues De Souza |

| 28 de noviembre de 2019, 20:30 | Paraguay | 0:0     | Ecuador | Estadio Arsenio Erico, Asunción |                          |
|                                |          | Reporte |         | Árbitro(s): Jordy Alemán        | Árbitro(s): Jordy Alemán |

| 30 de noviembre de 2019, 18:00 | Argentina  | 1:1 (0:1) | Ecuador   | Estadio Luis Alfonso Giagni, Villa Elisa |                         |
|                                | Fretes 77' | Reporte   | Cuero 18' | Árbitro(s): Jhon Ospina                  | Árbitro(s): Jhon Ospina |

| 30 de noviembre de 2019, 20:30 | Chile                 | 2:2 (2:0) | Paraguay                 | Estadio Luis Alfonso Giagni, Villa Elisa |                          |
|                                | Assadi 5' · Palma 22' | Reporte   | Pereira 50' · Vera 80+3' | Árbitro(s): Kevin Ortega                 | Árbitro(s): Kevin Ortega |

| 2 de diciembre de 2019, 18:00 | Uruguay                           | 3:1 (1:1) | Chile      | Estadio Arsenio Erico, Asunción |                          |
|                               | Siri 29' (pen.), 76' · Duarte 74' | Reporte   | Assadi 17' | Árbitro(s): Jordy Alemán        | Árbitro(s): Jordy Alemán |

| 2 de diciembre de 2019, 20:30 | Argentina | 0:0     | Paraguay | Estadio Arsenio Erico, Asunción       |                                       |
|                               |           | Reporte |          | Árbitro(s): Flavio Rodrigues De Souza | Árbitro(s): Flavio Rodrigues De Souza |

## Fase final

### Cuadro de desarrollo
|  | Semifinales    | Semifinales    |       |                | Final          | Final          |  |
|  | 5 de diciembre | 5 de diciembre |       |                | 8 de diciembre | 8 de diciembre |  |
|  |                |                |       |                |                |                |  |
|  | 5 de diciembre |                |       |                |                |                |  |
|  | Brasil         | 2              |       |                |                |                |  |
|  | Paraguay       | 0              |       |                |                |                |  |
|  |                |                |       |                |                |                |  |
|  |                |                |       |                | 8 de diciembre |                |  |
|  |                |                |       |                | Brasil (p.)    | 1 (3)          |  |
|  |                | Argentina      | 1 (2) |                |                |                |  |
|  |                |                |       |                |                |                |  |
|  |                |                |       |                |                |                |  |
|  |                |                |       |                | Tercer lugar   |                |  |
|  | 5 de diciembre | 5 de diciembre |       | 8 de diciembre | 8 de diciembre |                |  |
|  | Argentina      | 4              |       | Paraguay       | 2              |                |  |
|  | Colombia       | 2              |       |                | Colombia       | 1              |  |

### Semifinales
| 5 de diciembre de 2019, 18:00 | Argentina                                       | 4:2 (1:0) | Colombia                  | Estadio General Adrián Jara, Luque |                            |
|                               | Álvarez 6' · Jaime 19' · Castro 45' · Barco 51' | Reporte   | Caraballo 44', 56' (pen.) | Árbitro(s): Franklin Congo         | Árbitro(s): Franklin Congo |

| 5 de diciembre de 2019, 20:30 | Brasil                  | 2:0 (1:0) | Paraguay | Estadio General Adrián Jara, Luque |                               |
|                               | Arthur 25' · Daniel 71' | Reporte   |          | Árbitro(s): Angelo Hermosilla      | Árbitro(s): Angelo Hermosilla |

### Tercer puesto
| 8 de diciembre de 2019, 18:00 | Colombia   | 1:2 (0:1) | Paraguay                  | Estadio Defensores del Chaco, Asunción |                                |
|                               | Girado 70' | Reporte   | Benítez 29' · Mercado 45' | Árbitro(s): Orlando Bracamonte         | Árbitro(s): Orlando Bracamonte |

### Final
| 8 de diciembre de 2019, 20:30 | Argentina                     | 1:1 (0:1) (3:5 p.)         | Brasil                                                 | Estadio Defensores del Chaco, Asunción |                          |
|                               | Jaime 46'                     | Reporte                    | Vinicius Augusto 34' (pen.)                            | Árbitro(s): Kevin Ortega               | Árbitro(s): Kevin Ortega |
|                               |                               | Tiros desde el punto penal |                                                        |                                        |                          |
|                               | Sosa · Castro · Giay · Romero |                            | Vinicius Augusto · Kaiky Melo · Kauê · Andrey · Daniel |                                        |                          |

| Bandera de Brasil |
| Campeón Brasil    |
| 5.° título        |

## Estadísticas

### Tabla general
| Pos. | Equipo    | Pts | PJ | PG | PE | PP | GF | GC | Dif | Rend. |
| ---- | --------- | --- | -- | -- | -- | -- | -- | -- | --- | ----- |
| 1    | Brasil    | 13  | 7  | 4  | 2  | 1  | 16 | 6  | +11 | 72%   |
| 2    | Argentina | 11  | 6  | 3  | 3  | 0  | 14 | 4  | +10 | 73%   |
| 3    | Paraguay  | 9   | 6  | 2  | 3  | 1  | 7  | 6  | 1   | 40%   |
| 4    | Colombia  | 10  | 7  | 3  | 1  | 3  | 12 | 9  | +3  | 55%   |
| 5    | Ecuador   | 6   | 4  | 1  | 3  | 0  | 5  | 4  | +1  | 50%   |
| 6    | Venezuela | 6   | 5  | 1  | 3  | 1  | 4  | 4  | 0   | 40%   |
| 7    | Bélgica   | 6   | 5  | 2  | 0  | 3  | 5  | 10 | -5  | 40%   |
| 8    | Perú      | 5   | 5  | 1  | 2  | 2  | 3  | 6  | -3  | 33%   |
| 9    | Bolivia   | 4   | 5  | 1  | 1  | 3  | 2  | 9  | -7  | 26%   |
| 10   | Uruguay   | 3   | 4  | 1  | 0  | 3  | 6  | 9  | -3  | 25%   |
| 11   | Chile     | 2   | 4  | 0  | 2  | 2  | 4  | 12 | -8  | 16%   |

### Goleadores
| Jugador            | Selección | Goles |
| ------------------ | --------- | ----- |
| Ricardo Caraballo  | Colombia  | 7     |
| Matheus Nascimento | Brasil    | 4     |
| Sávio              | Brasil    | 4     |
| Robinho            | Brasil    | 3     |
| Nicolás Siri       | Uruguay   | 3     |
| Valentín Barco     | Argentina | 3     |
| Andrey             | Brasil    | 2     |
| Sebastián Girado   | Colombia  | 2     |
| Luka Romero        | Argentina | 2     |
| Abdoul Camara      | Bélgica   | 2     |
| Axel Encinas       | Argentina | 2     |
| Justin Cuero       | Ecuador   | 2     |
| Kevin Pereira      | Paraguay  | 2     |
| Rhenzo Alcón       | Bolivia   | 2     |
| Lucas Assadi       | Chile     | 2     |
| Anderson Duarte    | Uruguay   | 2     |
| Santiago Castro    | Argentina | 2     |
| Julio Enciso       | Paraguay  | 1     |
| Juan Cardozo       | Paraguay  | 1     |
| Jesús Díaz         | Colombia  | 1     |
| Federico Sosa      | Argentina | 1     |
| Thomas Fretes      | Argentina | 1     |
| Francisco Vera     | Paraguay  | 1     |
| Breider Villalobos | Colombia  | 1     |
| Fernando Álvarez   | Argentina | 1     |
| Misael Jaime       | Argentina | 1     |
| Arthur             | Brasil    | 1     |
| Daniel da Silva    | Brasil    | 1     |

## Transmisión
Argentina: TNT Sports
 Bolivia: Tigo Sports-GolTV
 Chile: CDF
 Colombia: Gol Caracol
 Ecuador: CNT Sports-GolTV
 Paraguay: Tigo Sports-GolTV
 Perú: Movistar Deportes
 Uruguay: GolTV-VTV